# San Zeno Maggiore (Verona)
San Zeno Maggiore (česky kostel sv. Zenona) je románský kostel v západní části města Verona v severní Itálii. Byl vybudován jako klášterní kostel za městem v letech 1123–1135 na místě starších staveb ze 6. a 9. století a v kryptě je pohřben veronský biskup a patron svatý Zeno († 371). Kostel patří k nejvýznamnějším památkám románského umění v severní Itálii.

## Historie
Na hřbitově při římské silnici Via Gallica západně od města byl pohřben také svatý Zeno (Zenon Veronský), v letech 362–371 biskup ve Veroně. Nad jeho hrobem vznikl brzy kostelík, rozšířený během 6. století. Francký král Pipin I. Akvitánský zde dal vystavět větší kostel s klášterem, vysvěcený v roce 806. Po maďarských vpádech dal císař Ota I. a biskup Raterius vybudovat nový kostel, který roku 983 vysvětil svatý Vojtěch. Koncem 11. století byl kostel opět přestavěn a z této doby pochází hlavní část lodi i krypta a část zvonice. Po zemětřesení roku 1117 byla loď prodloužena západním směrem, obnoven rajský dvůr a roku 1138 dokončeno průčelí a portál. Zvonice byla dokončena 1178. Od roku 1387 se stavěl nový chór a dřevěný strop, roku 1770 byl klášter zrušen, v napoleonských válkách byl zbořen palác a po roce 1870 proběhly větší úpravy uvnitř kostela, zejména vchodu do krypty.

## Popis
Kostel je trojlodní basilika bez příčné lodi se samostatně stojící zvonicí (campanile), vysokou 72 m na jihovýchodě a přiléhajícím rajským dvorem na severní straně. Od průčelí vlevo stojí hrubá věž ze 13. století, patrně zbytek hradu, kde ve středověku pobývali císařové při svých cestách do Říma.

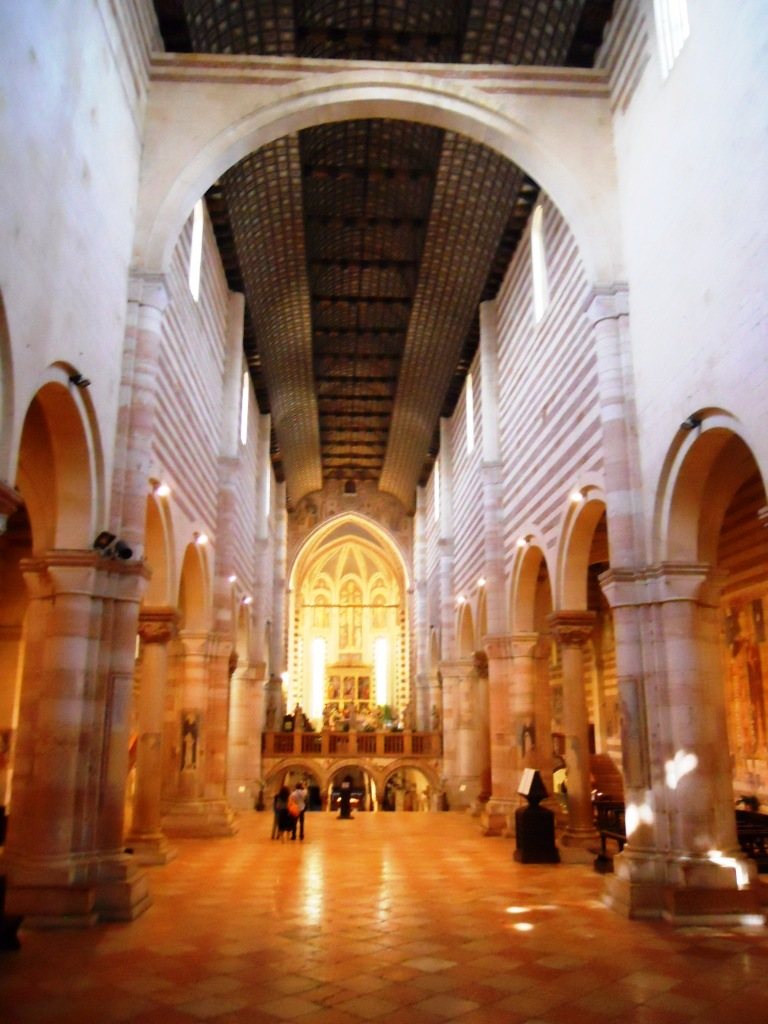
Interiér kostela

Z mramorového průčelí s velkou růžicí, pojatou jako kolo štěstěny, vystupuje portál, dílo mistra Nicolo z roku 1138. Na dvou štíhlých sloupech, nesených lvy, je masivní kamenný baldachýn a pod ním polychromovaný tympanon. Uprostřed je postava sv. Zena, jemuž z pravé strany holdují rytíři a z levé strany lid. Na kamenných reliefech po stranách portálu jsou vpravo scény ze Starého zákona a legenda císaře Teodoricha, vlevo výjevy z Nového zákona a souboje mezi rytíři a pěšáky.
Za průčelím je předsíň z roku 1138 a portál uzavírají těžká vrata, pobitá figurálními bronzovými reliéfy. Na levém křídle jsou výjevy z evangelia, dílo patrně německého umělce kolem roku 1100. Mladší desky s výjevy ze Starého zákona jsou asi o půl století mladší a italského původu. V předsíni vpravo je velký kříž z první poloviny 11. století a monolitická křtitelnice kolem 1220, vlevo římská porfyrová vana ze 2. století.
Vyšší hlavní loď je od bočních lodí oddělena střídavě sloupy a pilíři a má profilový dřevěný strop, připomínající obrácený lodní trup. Stěny bočních lodí jsou vyzdobeny nepravidelně rozmístěnými freskami ze 12.–14. století, významná je zejména legenda sv. Jiří na jižní straně chóru.
Asi ve ⅔ délky je kostel předělen schodišti, široké střední vede do krypty, obě postranní do horního kostela a gotického chóru z let 1386–1398. Na hlavním oltáři je slavný obraz P. Marie mezi světci od A. Mantegni z let 1457–1459. Před chórem vlevo je mramorová socha sv. Zena ze 13. století.
V prostorné kryptě z 11. století je náhrobek a relikviář sv. Zena. Na severní straně ke kostelu přiléhá rajský dvůr s křížovou chodbou (ambitem) s velmi jemně zpracovanými dvojitými sloupky.

## Galerie

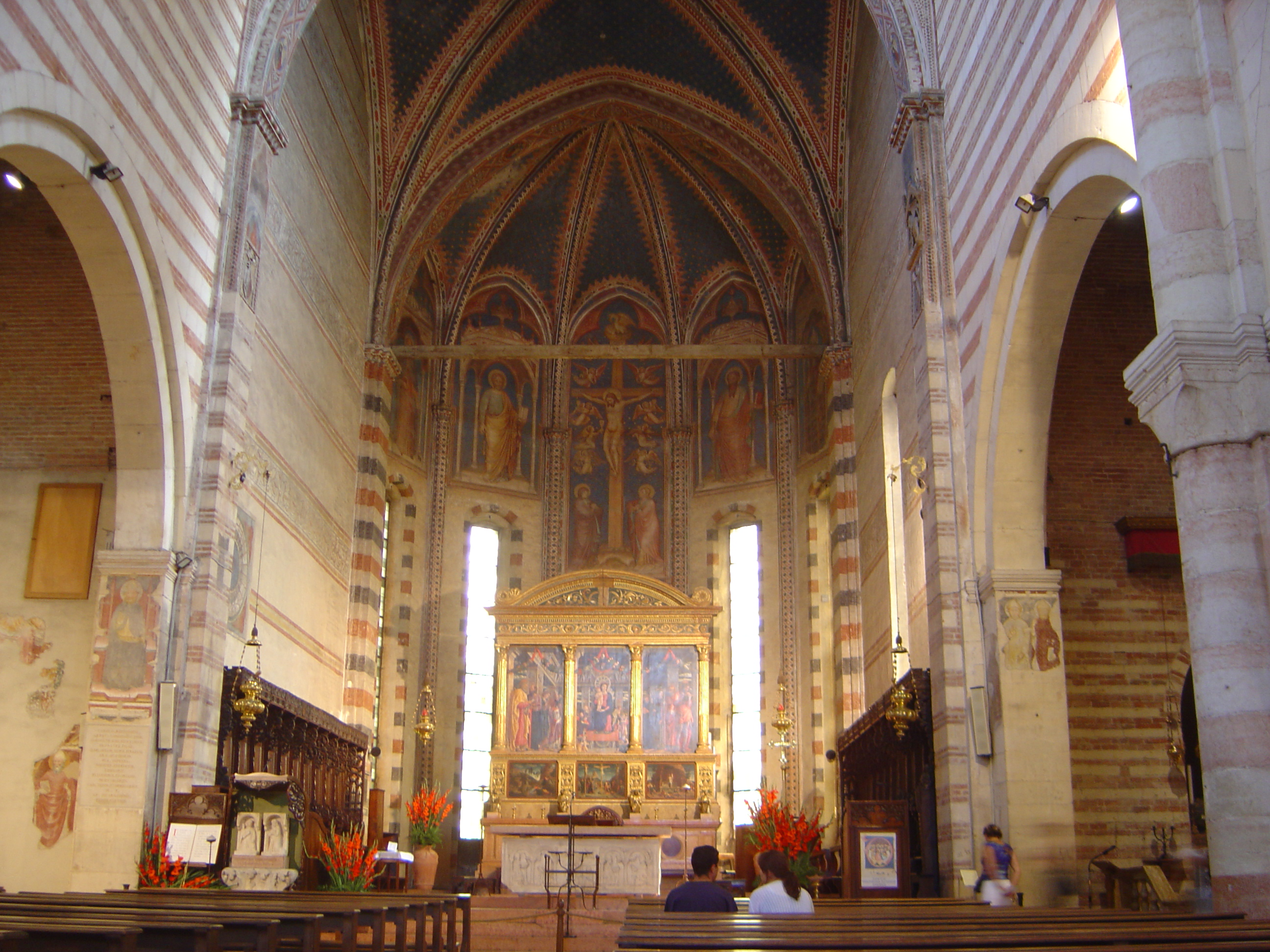
Vrchní kostel a chór
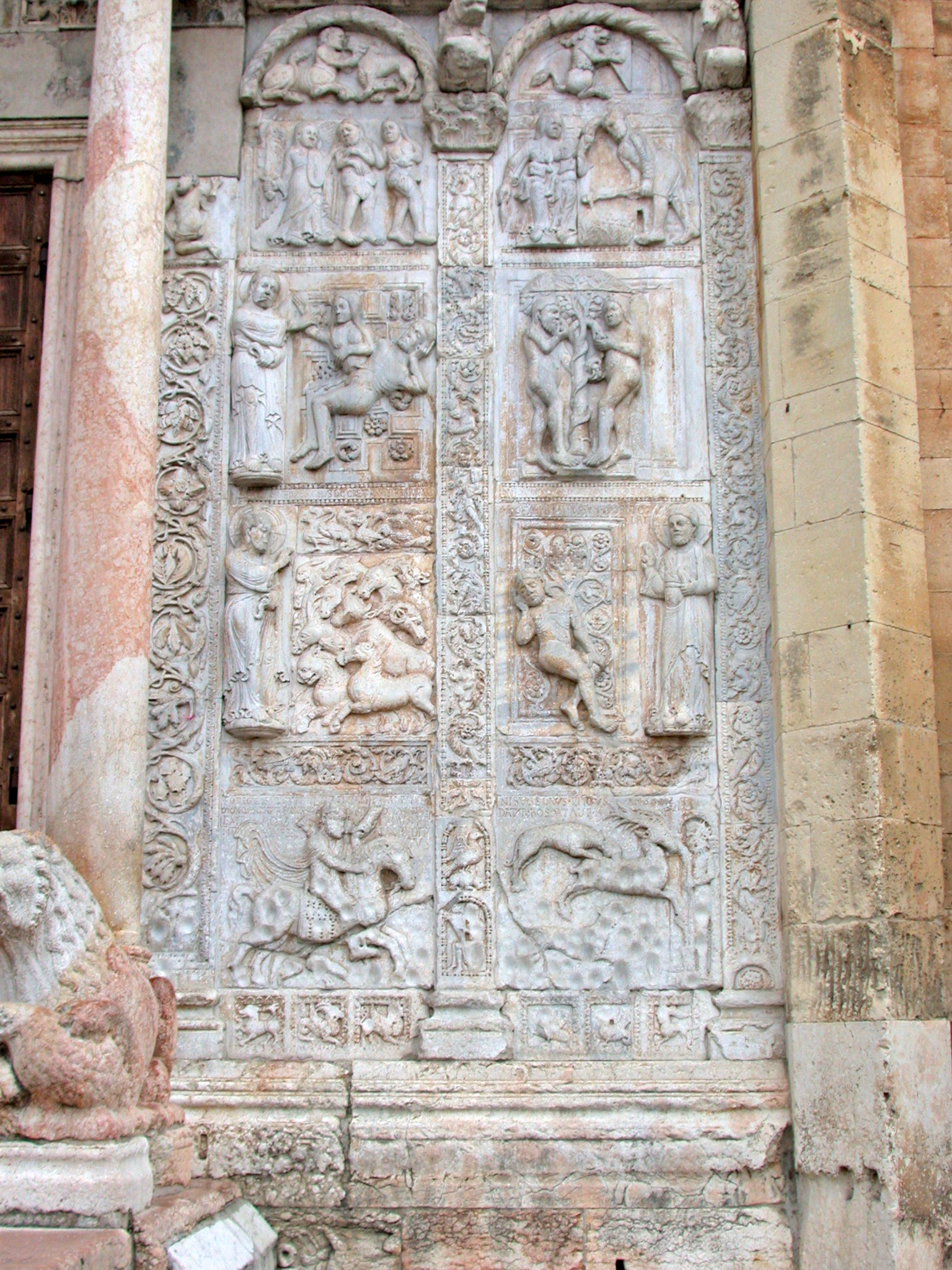
Reliéf na průčelí
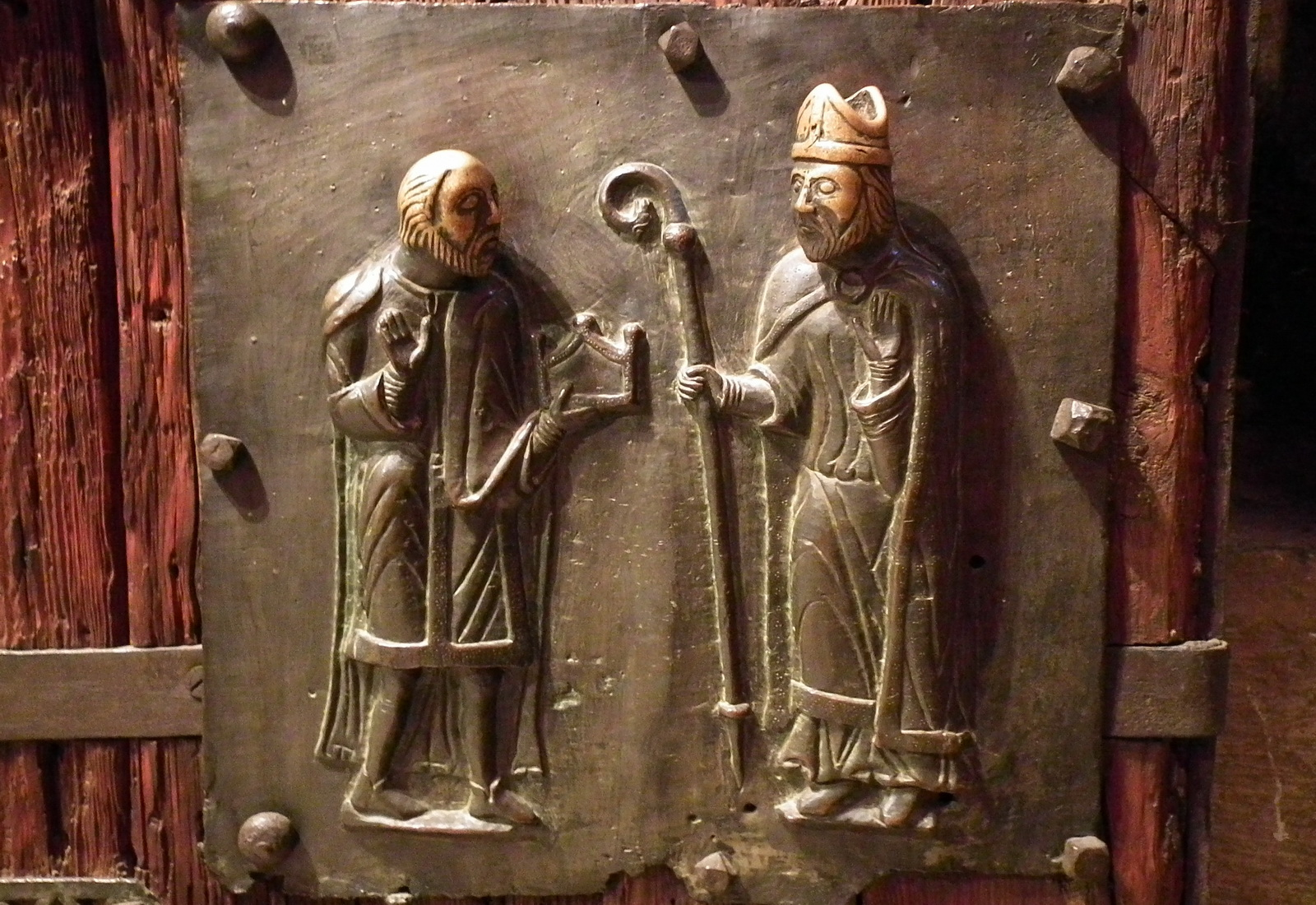
Bronzová vrata, detail
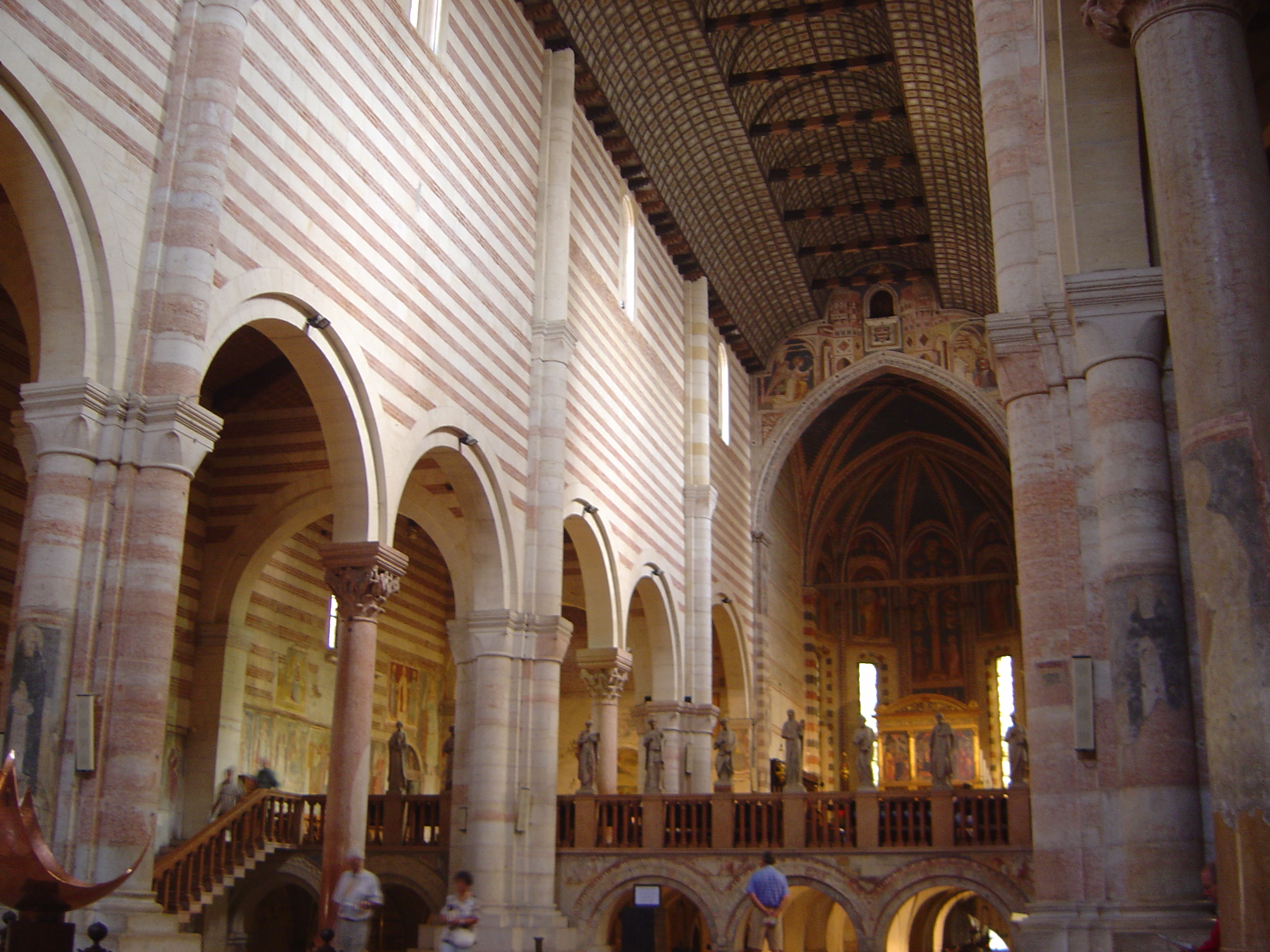
Interiér
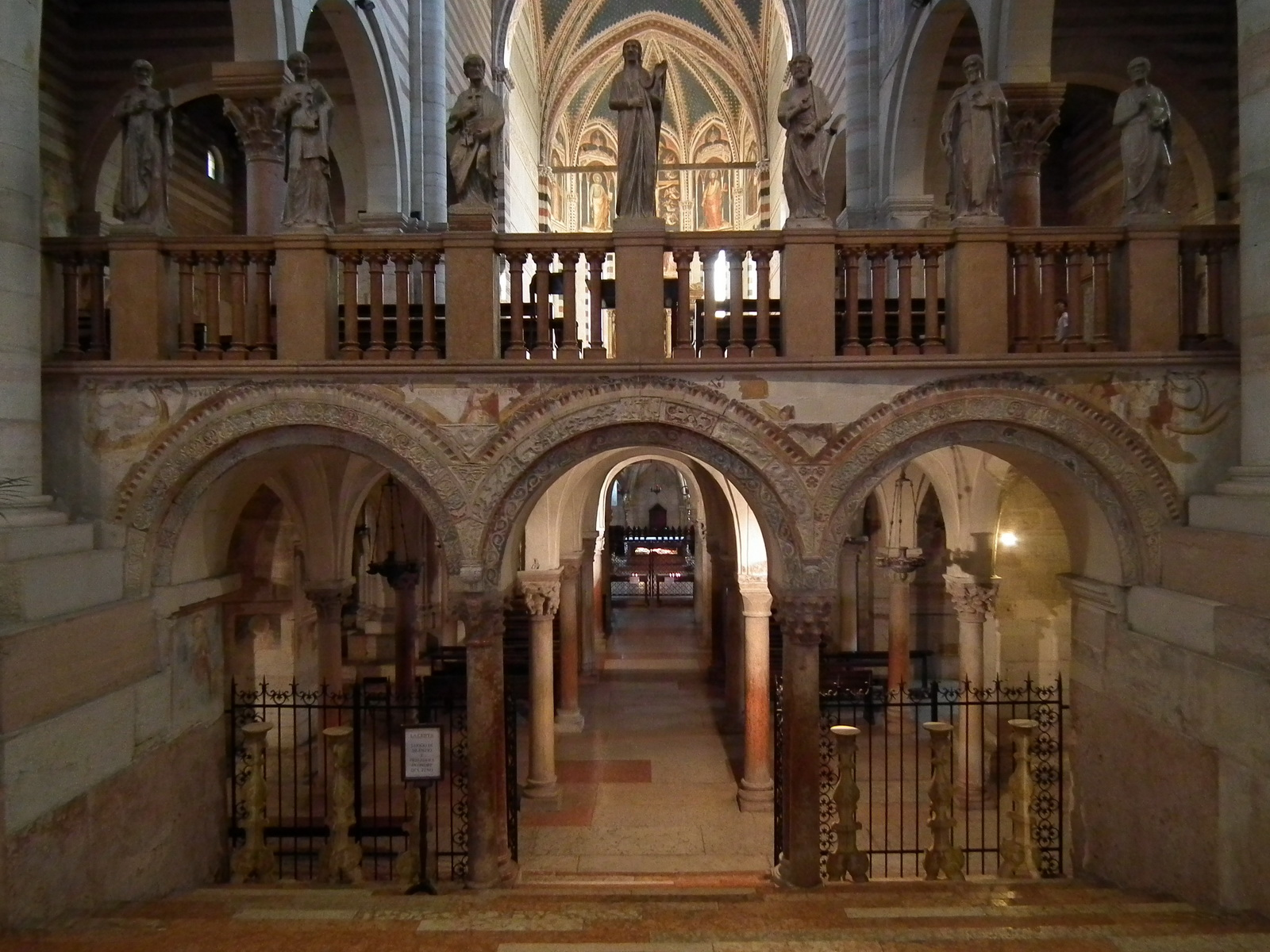
Vstup do krypty
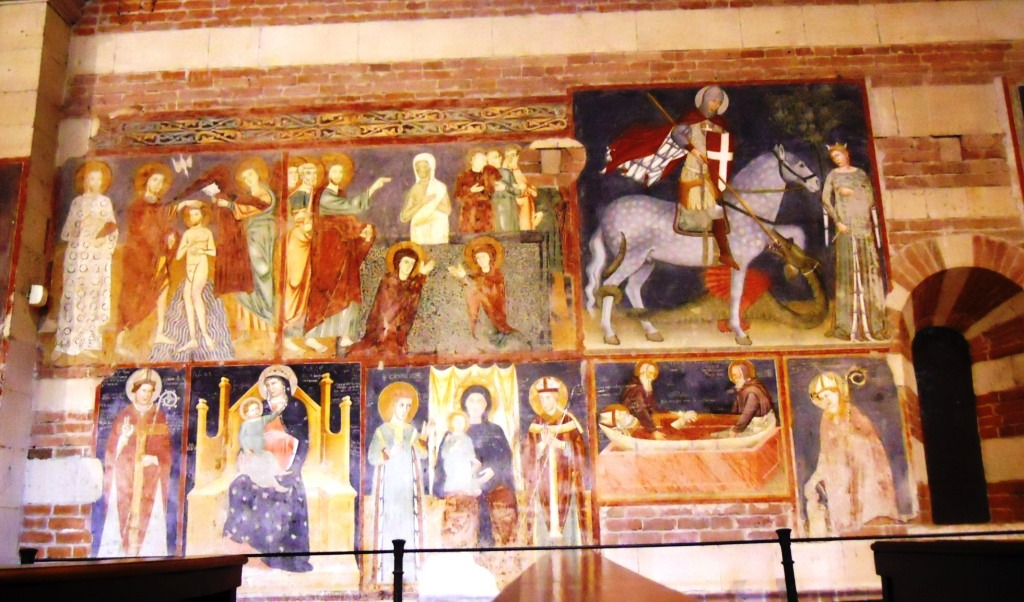
Freska a legendou sv. Jiří
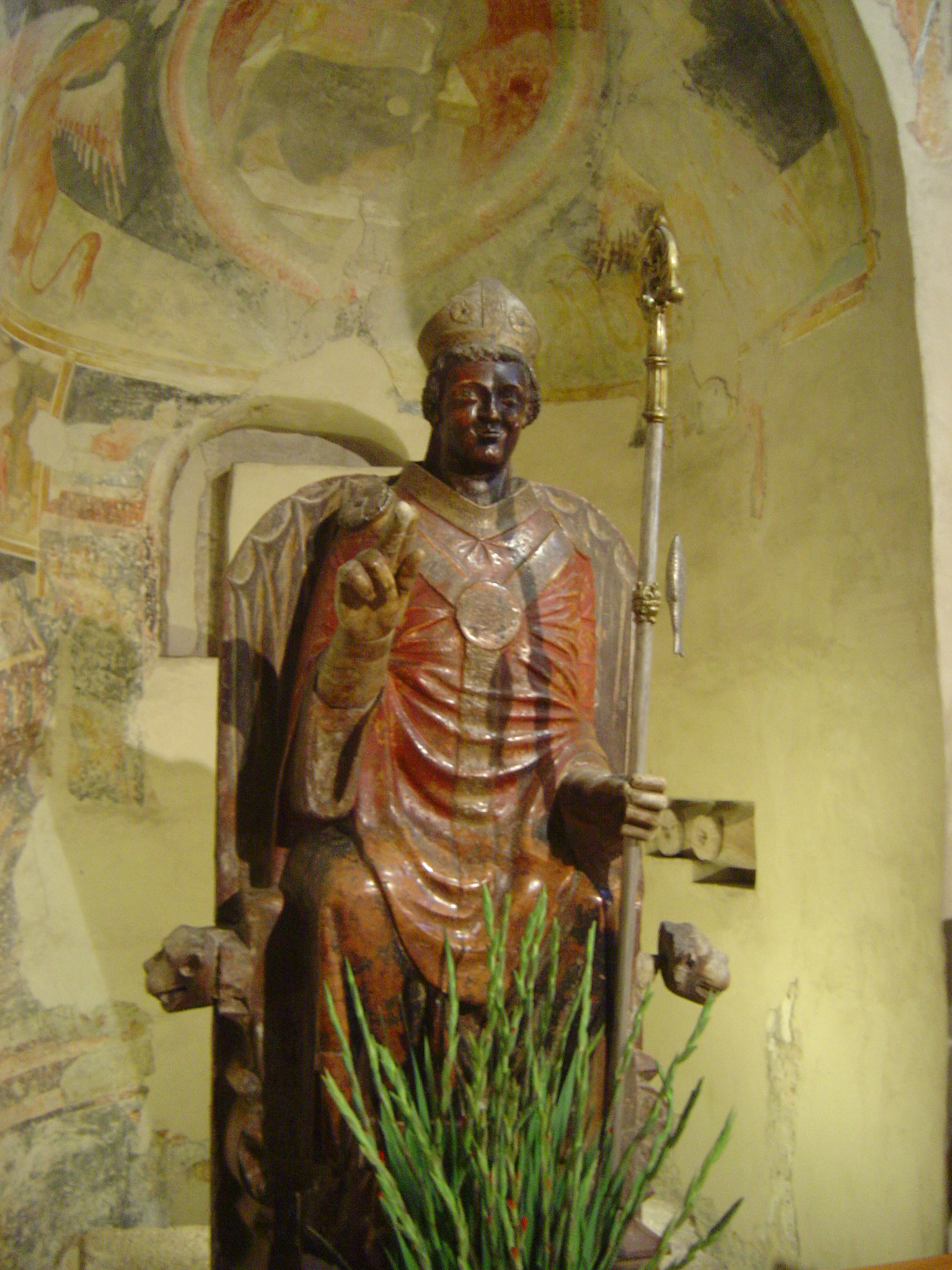
Smějící se Svatý Zeno
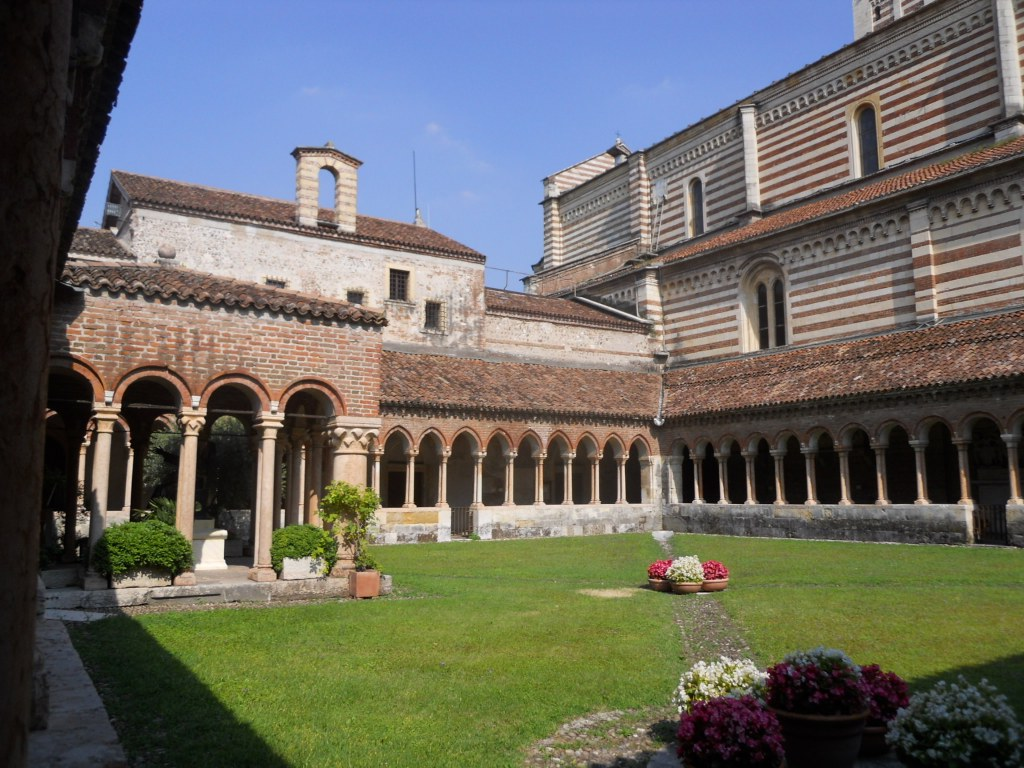
Rajský dvůr